# 大陆村镇
大陆村镇，是中华人民共和国河北省邢台市宁晋县下辖的一个乡镇级行政单位。

## 历史
魏末晋初时期，曾以大陆村为中心设置大陆县。

## 行政区划
大陆村镇下辖以下地区：
大陆村二村、镇邱村、金家庄村、大陆村一村、大陆村三村、大陆村四村、赵平邱南村、赵平邱中村、赵平邱北村、雷家庄村、常家庄一村、常家庄二村、常家庄三村、雷李庄村、武家庄村、东张家庄村、草厂村、周家庄村、陈家庄村、东阎家庄村、南梁家庄村、北梁家庄村、东魏家庄村和东王庄村。